# Рогульский (посёлок)
Рогульский — посёлок (сельского типа) в Черноземельском районе Калмыкии, в составе Прикумского сельского муниципального образования. В 17 км к югу от административного центра сельского поселения посёлка Прикумский.
Население — 107 чел. (2010).

## История
Дата основания не установлена. Посёлок Рогульский впервые обозначен на топографической карте Европейской части СССР 1984 года.

## Физико-географическая характеристика
Посёлок расположен на Чёрных землях, являющихся частью Прикаспийской низменности. Высота местности около 0 - 3 м выше уровня моря. Рельеф местности ровный. К югу от посёлка расположен пересыхающий водоток  Светлый Ерик. В окрестностях посёлка распространены бурые пустынно-степные солонцеватые почвы в комплексе с солонцами. В 2.3 км к востоку от посёлка расположен Чограйский канал, далее к востоку - солончаки и небольшие пересыхающие солёные озёра. К западу от посёлка расположены пески бугристые и солончаки, к востоку .
Климат резко континентальный, с жарким и очень сухим летом, малоснежной, иногда с большими холодами, зимой. Годовое количество осадков около 200 мм, выпадают преимущественно в теплый период года.

## Население
| 2002 | 2010 |
| ---- | ---- |
| 105  | ↗107 |

Национальный состав
Согласно результатам переписи 2002 года большинство населения посёлка составляли аварцы (31 %) и даргинцы (27 %)

## Социальная инфраструктура
Социальная инфраструктура отсутствует. Учреждения культуры (клуб, библиотека и образования (средняя школа, детский сад) расположены в административном центре сельского поселения - посёлке Прикумский. Медицинское обслуживание жителей посёлка обеспечивают фельдшерско-акушерский пункт посёлка Прикумский и расположенная в посёлке Комсомольский Черноземельская центральная районная больница.
Посёлок электрифицирован, но не газифицирован. Центральное водоснабжение отсутствует, потребность в пресной воде обеспечивается индивидуально, путём доставки воды к каждому домовладению. Водоотведение осуществляется за счёт использования выгребных ям.